# Павел Марчок
Павел Марчок (слч. Pavel Marčok; Бачки Петровац, 14. јун 1968) је председник општине Бачки Петровац.

## Биографија
Рођен је 14. јуна 1968, у Бачком Петровцу. Основну и средњу школу, смер помоћни истраживач у математици је завршио у гимназији Јан Колар, вишу школу организације и информатике у Новом Саду а затим Технички факултет Михајло Пупин у Зрењанину. По струци је инжењер и професор информатике. У основној школи Јан Чајак је радио као заменик директора и професор информатике. Улогу професора информатике је имао у гимназији Јан Колар. Бавио се и приватним предузетништвом. Радио је у центру за развој науке, технологије и информатике у Новом Саду. 2007, је изабран за народног посланика скупштине општине Бачки Петровац, 2008. за заменика председника одбора за науку и технолошки развој и председника парламентне групе српско-чешког пријатељства. 2000, је изабран за одборника скупштине општине Бачки Петровац а 2005, за председника скупштине општине Бачки Петровац. Оснивач је шаховског клуба „Младост“, саоснивач ФОРС-а у Новом Саду, оснивач и потпредседник „Удружења професора информатике у Србији“. Активан је учесник и суиницијатор изградње нове спортске хале крај ОШ. Јана Чајака и суиницијатор довођења словачке фирме "Aqua Therm Invest", ради изградње аквапарка Петроланд, највеће туристистичке дестинације у југоисточној Европи. Ожењен је има сина Матеја. Павел има и сестру и брата.